# Matonia pectinata
Matonia pectinata är en ormbunkeart som beskrevs av Robert Brown. Matonia pectinata ingår i släktet Matonia och familjen Matoniaceae. Inga underarter finns listade.